# エンマ (映画)
『エンマ』は、2007年2月24日に劇場公開された日本映画。

## キャスト
- 野上遥冬：塚本高史
- 池内亜美：近野成美
- 君嶋勉：佐藤重幸
- 村田卓磨：坂本爽
- 韮崎康二郎：ベンガル
- 遠山達彦：山田明郷

## 主題歌
- SPARKS GO GO「UNDO」(UNIVERSAL SIGMA/ISLAND)

## スタッフ
- 監督・編集：長江俊和
- 脚本：大野敏哉
- プロデュース：森谷雄、西前俊典
- エグゼクティブプロデューサー：古屋文明、尾越浩文
- 企画プロデューサー：小林智浩、小樽洋史
- ラインプロデューサー：木村郁子
- 音楽プロデューサー：堀正明
- 撮影：平尾徹
- 照明：齊藤久晃
- 音声：山成正己
- 美術プロデューサー：本田邦宏
- 装飾：宮崎光平
- スタイリスト：棚橋公子
- メイク：橘香央里
- VFX：岡野正弘
- タイトルバック：本田貴雄
- 助監督：保坂克己
- 制作担当：中村和樹
- スチル写真：A-chang
- 製作：日本出版販売　ポニーキャニオン
- 制作プロダクション：アットムービー・ジャパン
- 配給：日本出版販売
- 上映時間：84分